# Ortspolizeiliche Verordnung
Die ortspolizeilichen Verordnungen (oV) sind eine Besonderheit im Rahmen der österreichischen Gemeindeautonomie. Sie können zur schnellen und flexiblen Abwehr und Beseitigung von Missständen, die das örtliche Gemeinschaftsleben beeinträchtigen, von der Gemeinde ohne eigene gesetzliche Grundlage (praeter legem) auf Grund direkter verfassungsrechtlicher Legitimation (Art 118 Abs 8 B-VG) nach freier Selbstbestimmung erlassen werden. Die Nichtbefolgung der oV kann zu einer Verwaltungsübertretung erklärt werden.
Obwohl Rechtsgrundlage für die Erlassung einer oV die Bundesverfassung ist, wiederholen alle von den Landesgesetzgebern erlassenen Gemeinde- und Stadtordnungen den Verfassungstext ident, was zwar ohne Mehrwert ist, aber (verfassungs)rechtlich auch nicht schadet.
Ortspolizeilichen Verordnungen sind keine Durchführungsverordnungen nach Art 18 Abs 2 B-VG (die nur ein bereits bestehendes Gesetz durch die Verwaltungsbehörde mittels einer im Gesetz vorgesehenen Verordnungsermächtigung präzisieren würden), sondern verfassungsunmittelbare, gesetzesergänzende und gesetzesvertretende Verordnungen. Sie stehen im Stufenbau der Rechtsordnung auf der Ebene von Bundes- und Landesgesetzen.
Eine oV darf nicht gegen bestehende Bundes- oder Landesgesetze verstoßen. Durch das immer dichter werdende Bundes- und Landesrecht wird der Anwendungsbereich von oV tendenziell geringer. Sofern der Bundes- und Landesgesetzgeber ein Thema nur teilweise geregelt hat, ist zu prüfen, ob für eine spezifische Missstandsregelung der Gemeinde durch eine oV überhaupt Platz ist. Wollte der Gesetzgeber das Thema abschließend regeln und einen Freiraum offen lassen, darf die Gemeinde diesbezüglich keine oV erlassen. Faktisch müssten eine Vielzahl von oV auf diese Vereinbarkeit mit Bundes- und Landesgesetzen geprüft werden (bspw. Litteringverbote von Gemeinden unter Berücksichtigung des erst vor kurzem erlassenen § 79 Abs 5a Abfallwirtschaftsgesetz, der denselben Regelungsgestand hat).
Räumlich kann sich eine oV nur ganz oder teilweise auf das eigene Gemeindegebiet beschränken. Zeitlich kann eine oV – zumal sie meistens ihre Nichtbefolgung als Verwaltungsübertretung erklärt – nur ab Kundmachung gelten. Zeitlich rückwirkende Strafnormen sind unzulässig. Die ortsübliche Kundmachung ist der Anschlag an der Amtstafel, manche Gemeindeordnungen schreiben darüber hinaus noch die Kundmachung im Internet vor.
Die Kontrolle der Einhaltung kann durch Organe der Gemeinde erfolgen, die aber nur mit Jedermannsrechten (allgemeines Anzeigenrecht) ausgestattet sind. Zwangsmaßnahmen stehen nur Angehörigen von Gemeindewachkörpern offen, die von der Bezirkshauptmannschaft zur Handhabung des VStG nach Art 118a Abs 2 B-VG ermächtigt sind. Hier bietet sich insbesondere das Recht zur zwangsweisen Feststellung der Identität eines Übertreters einer oV nach dem VStG an. Ob Organe eines Gemeindewachkörpers auch außerhalb des eigenen Gemeindegebietes einzuschreiten dürften, um eine oV einer Nachbargemeinde zu vollziehen, ist umstritten, im Ergebnis aber zu verneinen. Art 118a Abs 2 B-VG sieht in seinem Ausschussbericht jedenfalls einen Beschränkung auf das eigene Gemeindegebiet als vom Verfassungsgesetzgeber gewünscht vor. Bei einer weitergehenden Auslegung zur Zuständigkeit müssten Angehörige von Gemeindewachkörpern im gesamten Sprengel der sie zur Handhabung des VStG ermächtigenden Bezirkshauptmannschaft im Rahmen der amtswegigen Pflicht zum Einschreiten ohne Kostenersatz tätig werden, was wohl nicht im Sinne der den Gemeindewachkörper unterhaltenden Gemeinde sein kann.
Organe der Bundespolizei haben bei der Vollziehung von oV keine Mitwirkung und dürfen auch nicht einschreiten. Der Bundespolizei kommen keinerlei Befugnisse nach dem VStG oder anderen Rechtsmaterien zu.
Ungeachtet diverser Vollzugsprobleme sind oV auf Grund der sozialen Ächtung von Fehlverhalten oder der (zumindest in kleineren Gemeinden) oftmals noch vorhandenen Personalkenntnis der Anzeiger oder Gemeindebediensteten wirkungsvoll.

## Einschränkungen
Dabei gelten folgende Einschränkungen:
- Die Verordnung darf nur in einer Angelegenheit erlassen werden, deren Besorgung im eigenen Wirkungsbereich der Gemeinde gelegen ist.
- Die Verordnung muss den Zweck verfolgen, das örtliche Gemeinschaftsleben störende Missstände abzuwehren oder zu beseitigen.
- Die Verordnung darf nicht gegen bestehende Gesetze oder Verordnungen des Bundes und des Landes verstoßen.

## Bestrafung, Rechtsmittel
Das Verwaltungsstrafverfahren wird je nach landesrechtlichen Vorschriften entweder durch die Bezirkshauptmannschaft oder durch den Bürgermeister geführt, wobei im Strafverfahren die Bestimmungen des Verwaltungsstrafgesetzes (VStG) einzuhalten sind. Die Bestrafung von Übertretungen dieser Verordnungen ist mit Geldstrafen bis 218 Euro oder Freiheitsstrafe bis zwei Wochen begrenzt (§ 10 Abs. 2 VStG).
Rechtsmittelinstanz ist das Landesverwaltungsgericht.